# روسکو دوسان
روسکو دوسان (انگلیسی: Roscoe Dsane؛ زادهٔ ۱۶ اکتبر ۱۹۸۰) بازیکن فوتبال اهل بریتانیا است.
از باشگاه‌هایی که در آن بازی کرده‌است می‌توان به باشگاه فوتبال کریستال پالاس، باشگاه فوتبال ویلدستون، باشگاه فوتبال ووکینگ، باشگاه فوتبال لوس، باشگاه فوتبال تورکی یونایتد، باشگاه فوتبال ای‌اف‌سی ویمبلدون، باشگاه فوتبال ساوتند یونایتد، باشگاه فوتبال بیکنزفیلد، باشگاه فوتبال وایتلیف، باشگاه فوتبال سلو تاون، باشگاه فوتبال مرستم، باشگاه فوتبال آکرینگتون استنلی، و باشگاه فوتبال آلدرشات تاون اشاره کرد.
وی همچنین در تیم ملی فوتبال England National Game XI بازی کرده‌است.